# North Bend (Oregon)
North Bend és una població dels Estats Units a l'estat d'Oregon. Segons el cens del 2000 tenia 9.544 habitants.

## Demografia
Segons el cens del 2000, North Bend tenia 9.544 habitants, 3.969 habitatges, i 2.556 famílies. La densitat de població era de 944,9 habitants per km².
Dels 3.969 habitatges en un 30,9% hi vivien nens de menys de 18 anys, en un 49,8% hi vivien parelles casades, en un 11,5% dones solteres, i en un 35,6% no eren unitats familiars. En el 30,1% dels habitatges hi vivien persones soles el 13,9% de les quals corresponia a persones de 65 anys o més que vivien soles. El nombre mitjà de persones vivint en cada habitatge era de 2,35 i el nombre mitjà de persones que vivien en cada família era de 2,91.
Per edats la població es repartia de la següent manera: un 24,6% tenia menys de 18 anys, un 7,9% entre 18 i 24, un 25,8% entre 25 i 44, un 24,6% de 45 a 60 i un 17,1% 65 anys o més.
L'edat mediana era de 40 anys. Per cada 100 dones de 18 o més anys hi havia 87,5 homes.
La renda mediana per habitatge era de 33.333$ i la renda mediana per família de 41.755$. Els homes tenien una renda mediana de 34.494$ mentre que les dones 23.244$. La renda per capita de la població era de 16.703$. Aproximadament l'11,8% de les famílies i el 14,8% de la població estaven per davall del llindar de pobresa.

## Poblacions properes
El següent diagrama mostra les poblacions més properes.